# Frontera entre Tanzània i Ruanda
La frontera entre Tanzània i Ruanda és la línia fronterera de 218 kilòmetres, en sentit Nord-Sud, que separa Tanzània de Ruanda a l'Àfrica oriental. Es troba íntegrament situada al llarg del curs del riu Kagera i separa la regió de Kagera (Tanzània) de la província de l'Est (Ruanda), on s'hi troba, prop de la frontera, el Parc Nacional d'Akagera.

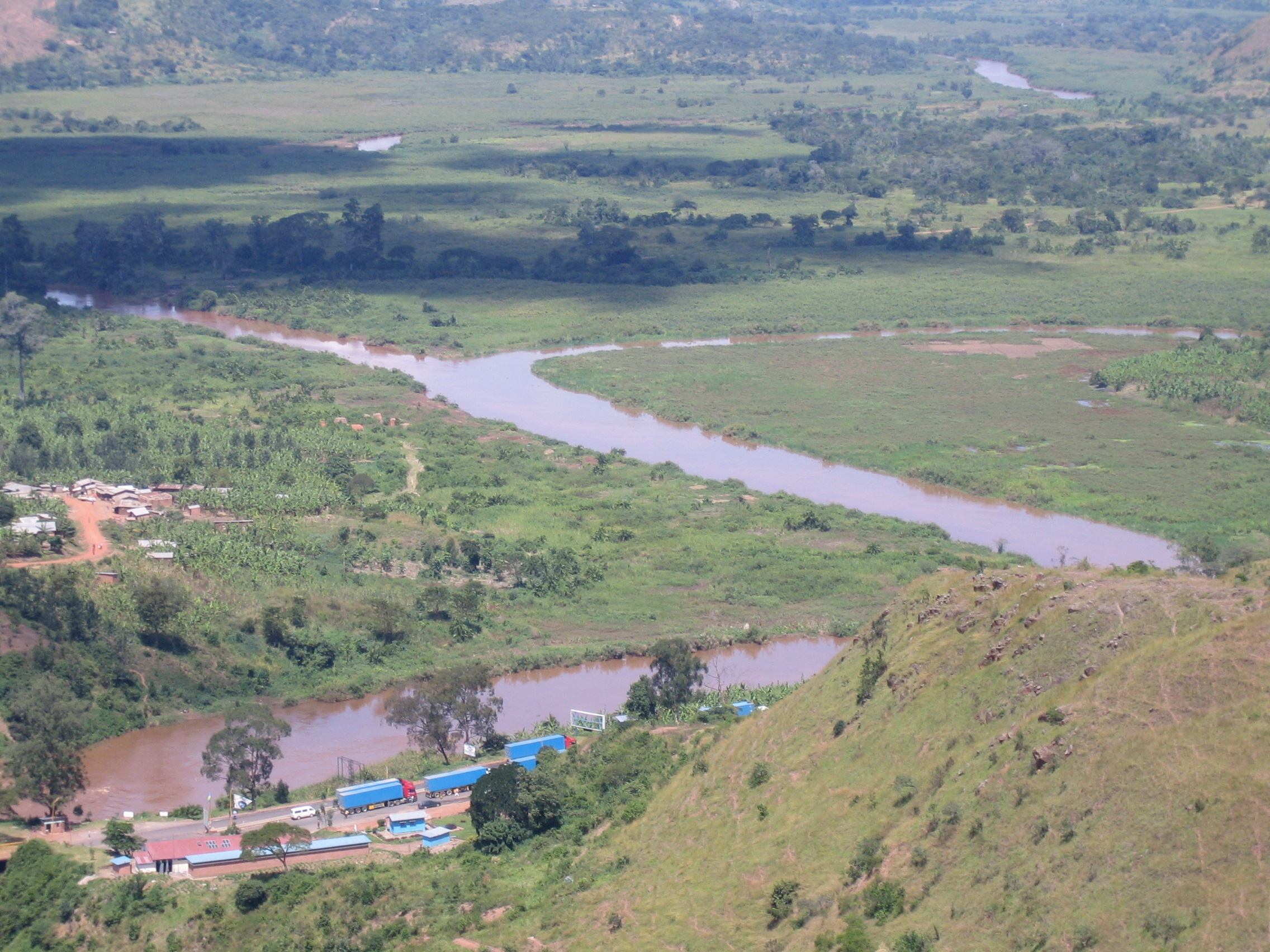
Confluència entre el riu Ruvubu i el riu Kagera, riu que marca la frontera.

## Traçat
La frontera està situada integralment en el curs del riu Kagera. Comença al trifini amb les fronteres Burundi-Tanzània i Burundi-Ruanda. Després de seguir els 218 kilòmetres del curs del riu Kagera acaba novament al trifini Uganda-Ruanda i Uganda-Tanzània. En 2014 es va construir un pont per travessar el riu Kagera per facilitar el trànsit alhora que es construïen duanes comunes obertes les 24 hores.